# Chau Say Tevoda
Chau Say Tevoda là một ngôi đền tại Angkor, Campuchia. Ngôi đền này tọa lạc ngay phía đông của Angkor Thom, đối diện qua bên kia Lối đi Chiến thắng từ Thommanon. Được xây vào giữa thế kỷ 12, đây là ngôi đền Hindu theo phong cách Angkor Wat. Năm 2005, ngôi đền này đã được một nhóm người Trung Quốc trùng tu và việc tham quan bị hạn chế.